# Batalla de Puebla
La batalla de Puebla va tenir lloc el 5 de maig de 1862 a la ciutat de Puebla de Zaragoza, Mèxic durant la invasió francesa a aquest país. Va ser una important victòria mexicana i es commemora en la festa mexicana del Cinco de Mayo.

## Antecedents
El 1859 els conservadors mexicans van contactar a Maximilià d'Habsburg, ja que buscaven un príncep europeu per a ocupar la corona del Segon Imperi Mexicà, el qual tot just planejaven amb el suport de França i de l'Església catòlica, ja que el govern republicà mexicà, en mans dels liberals, havia proclamat les Lleis de Reforma que afectaven llurs interessos.
El 1861 Mèxic va realitzar una cessació temporal dels pagaments del seu deute al Regne Unit, Espanya i França; i aquests tres països van decidir pressionar al govern enviant als seus exèrcits, que arribaren al port de Veracruz en gener de 1862. El president Benito Juárez es va comprometre a realitzar els pagaments, i els exèrcits britànic i espanyol es van retirar pel tractat de la Soledad, però no pas l'exèrcit francès, ja que Napoleó III tenia altres plans amb els conservadors.
El 1862 es va realitzar la Intervenció Francesa, començant al port de Veracruz cap a la ciutat de Mèxic l'abril, emprendre la campanya militar cap al centre del país.

## Batalla

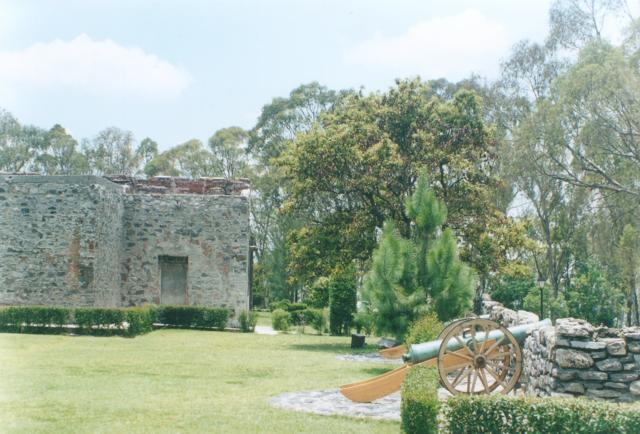
Forts de Loreto i Guadalupe

La ciutat de Puebla de Zaragoza, localitzada a 120 km a l'est de la ciutat de Mèxic, estava protegida pels Forts de Loreto i Guadalupe. El general francès Charles de Lorencez esperava que la ciutat cauria fàcilment en mans d'un poderós exèrcit, però els reforços formats per soldats conservadors mexicans comandats pel general José María Cobos i Leonardo Márquez, que havien pres Atlixco foren desallotjades el 4 de maig de 1862 per l'exèrcit mexicà de la república, al comandament dels generals Antonio Carvajal i Tomás O'Horan i el grup conservador de Márquez no va poder aconseguir el seu objectiu d'auxiliar les tropes franceses de Charles de Lorencez.
Els mexicans al comandament del general Zaragoza van defensar la ciutat, guanyant la batalla i provocant la retirada dels francesos.

## Conseqüències
En honor del general, el nom de la ciutat va ser posteriorment canviat al seu nom actual, Heroica Puebla de Zaragoza
Els mesos de setembre i octubre de 1862 van desembarcar nombroses tropes franceses, prenent la ciutat de Puebla el 17 de maig de 1863 i finalment la ciutat de Mèxic el 10 de juny de 1863, iniciant el període conegut com a Segon Imperi Mexicà amb la coronació el 10 d'abril de 1864 de Maximilià I de Mèxic.